# Bahmuti csata
A bahmuti csata (ukránul: Битва за Бахмут, oroszul: Бои за Бахмут) az Ukrajna elleni 2022-2023-as orosz invázió keleti frontjának egyik ütközete volt. Az orosz hadsereg 2022. augusztus 1-én kezdte el támadni az ukránok által védett Bahmut városát, a harcokban fontos szerepet játszottak a Wagner-csoport nevű magánhadsereg zsoldosai is. Az oroszok végül 2023. május 20-án foglalták el teljesen a települést, a város körül ugyanakkor továbbra is zajlanak a harcok. A mindkét oldalon kiemelkedő veszteségek, a harcok következtében elpusztult környezet és az árokharcokkal vívott állóháború miatt a front bahmuti szakaszát a médiában gyakran az első világháború nyugati frontjához hasonlították.

## Háttér

### A város
Bahmut (korábbi nevén Artemivszk) békeidőben 71 000 lakosú város volt, a Bahmutka folyó partján fekszik. A 2001-es népszámlálás szerint lakosainak 69%-a ukrán és 28%-a orosz nemzetiségű, az emberek többsége orosz anyanyelvű. Mivel a település a Donecki területen fekszik, magáénak követeli az önhatalmúlag kikiáltott Donyecki Népköztársaság és azóta, hogy egy vitatott népszavazás után szeptember 30-án annexálta az entitást, Oroszország is a saját területének tekinti a várost. A 2014-es ukrajnai oroszbarát zavargások során donyecki szeparatisták elfoglalták és az irányításuk alatt tartották a város egy részét 85 napon keresztül. Az artemiszki csataként ismert összecsapás során az ukrán fegyveres erők végül 2014 júliusában kiűzték a felkelőket a városból és Bahmut a következő kilenc évben ukrán ellenőrzés alatt maradt.

### 2022-es háború

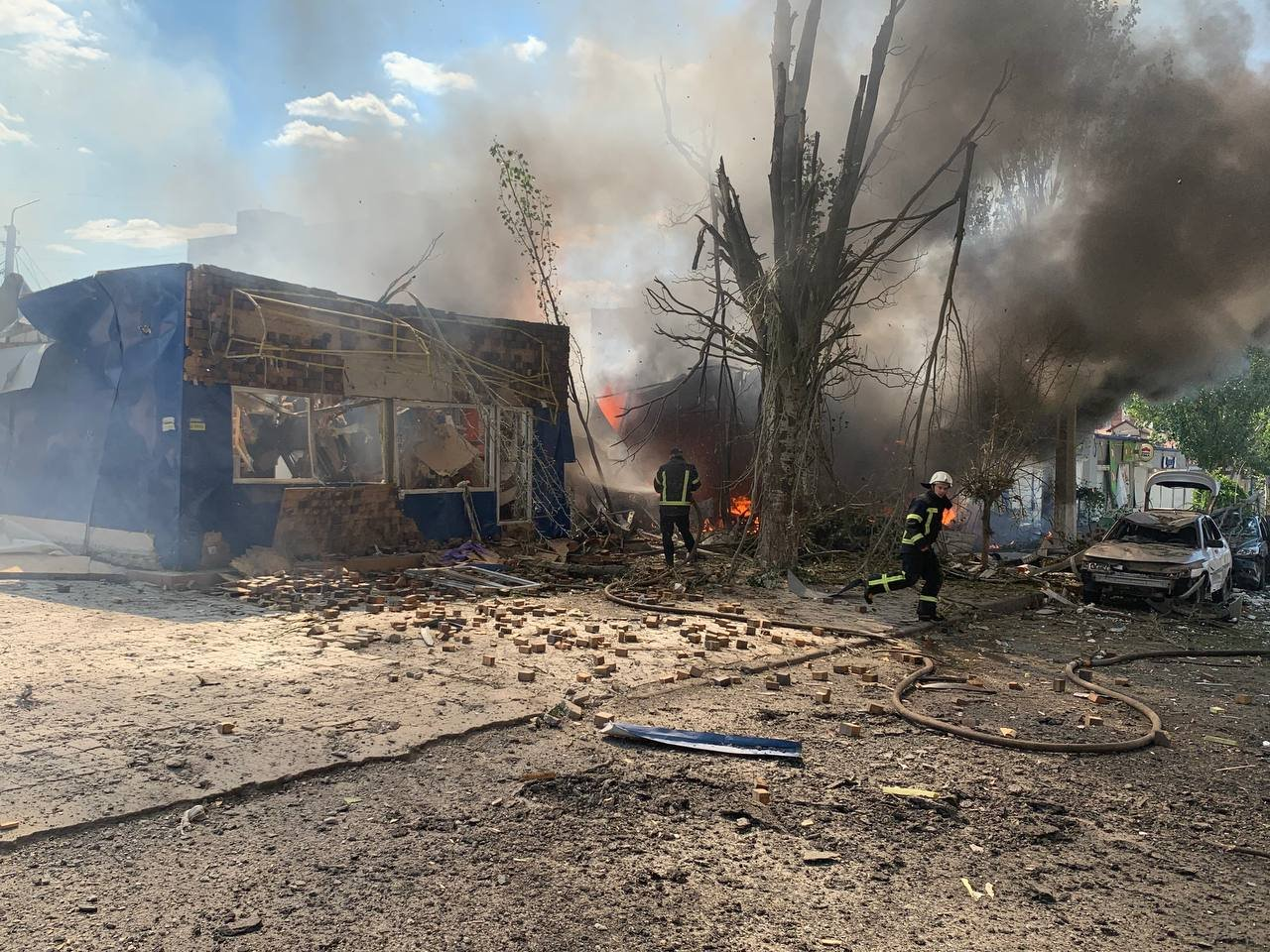
Tűzoltók Bahmutban orosz ágyúzás után, 2022. július 16.

A 2022-ben elindult teljeskörű orosz invázió egyik fő prioritása a háború kezdete óta a teljes Donecki terület elfoglalása volt. Miután a szjevjerodonecki csatában elért győzelmükkel az oroszok befejezték a Luhanszki terület elfoglalását, következő célpontjukká a Sziverszk–Szoledar–Bahmut vonalon húzódó ukrán védelmi vonal vált. Az orosz csapatok a Luhanszki területen elfoglalt Popaszna, valamint a délkeletre fekvő vuhlehirszki erőmű irányából nyomultak előre Bahmut határáig a N 32-es, illetve az M 03-as autóút mentén.

### Stratégiai jelentőség

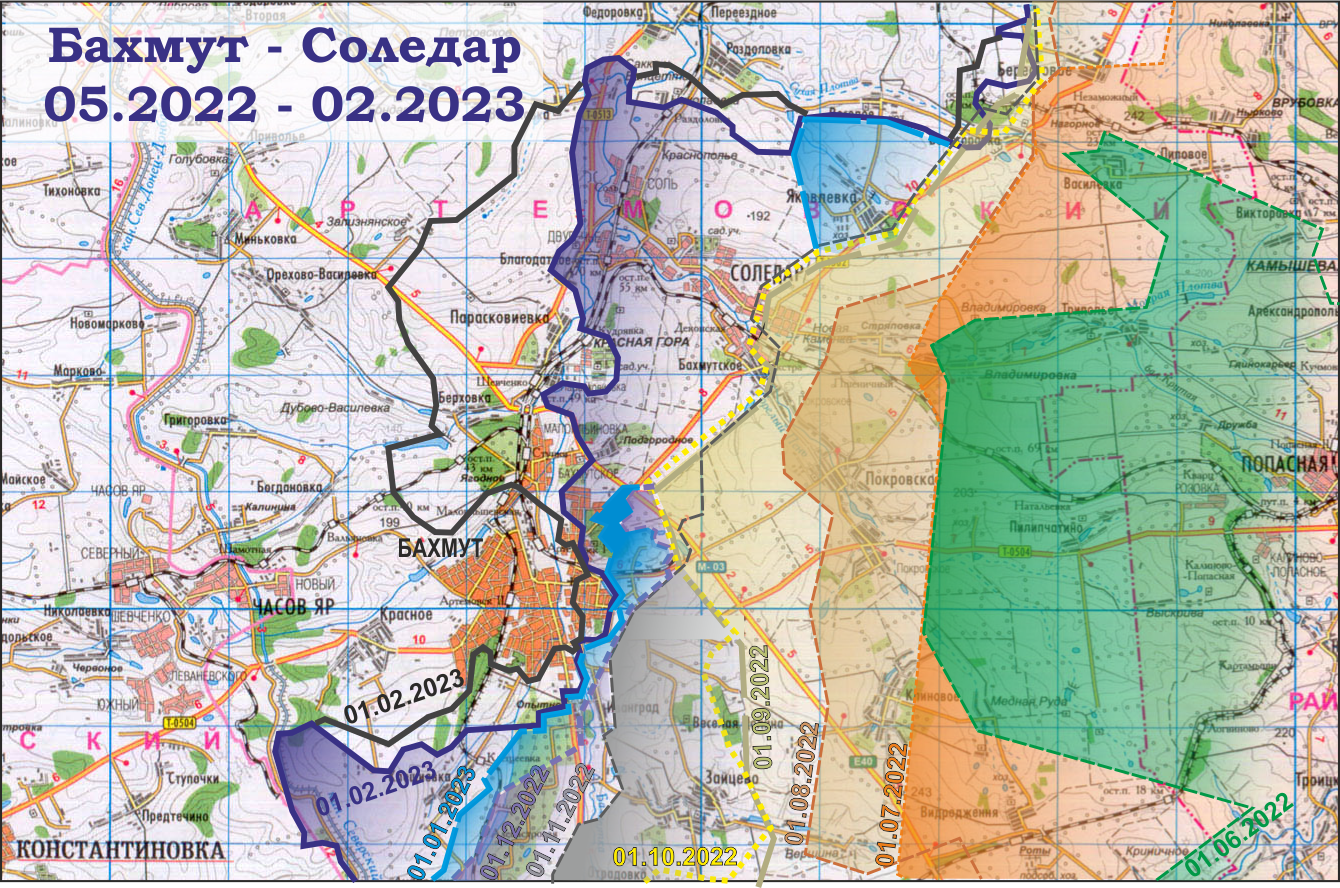
Az orosz előrenyomulás térképe Bahmut és Szoledar térségében 2022. május és 2023. február között, havonta jelölve különböző színekkel a front változását (Orosz nyelven)

A város stratégiai jelentősége erősen vitatott. Az orosz oldalon Szergej Sojgu védelmi miniszter és Gyenyisz Pusilin donyecki elnök szerint a település elfoglalásával megnyílna az út a két nagyobb, még ukrán kézen lévő donecki város, Szlovjanszk és Kramatorszk elleni offenzíva előtt. Az ukrán vezetés elsősorban azt hangsúlyozta, hogy mivel az oroszok több embert veszítenek a csatában, érdemes tartani a várost, emellett Zelenszkij is a nyugat felé vezető út kapujának nevezte a települést. Február 20-án az ukrán elnök kijelentette, hogy továbbra is folytatják Bahmut védelmét, de „nem minden áron”. A nyugati országokban megjelenő források egyöntetű véleménye az, hogy Bahmut stratégiai jelentősége messze alulmúlja a mindkét oldalon a csatára fordított energiát. A brit védelmi minisztérium és az amerikai védelmi miniszter, Lloyd Austin is azt hangsúlyozta, hogy a város elfoglalása elsősorban szimbolikus, nem stratégiai győzelem lenne Oroszország számára.
Spekulációk szerint Jevgenyij Prigozsin, a Wagner-csoport vezetőjének személyes ambíciói is közrejátszottak az ostrom folytatásában, a nyugati újságok szerint a milliárdos a bahmuti győzelmen keresztül igyekezett megerősíteni pozícióját Oroszországban.

## A csata menete

### Korai harcok (2022. augusztus – október)
Augusztus 1-én az oroszok támadást indítottak Bahmut déli és délkeleti részén, ezzel a nyugati és orosz források szerint kezdetét vette a bahmuti csata. Augusztus 4-én a Wagner-csoport katonái egy kisebb áttörést értek el a város északkeleti részén, elfoglalták az M 03-as autóút és az N 32-es főút stratégiai jelentőségű kereszteződését és a Patrisza Lumumbi (Patrice Lumumba) utca mentén benyomultak a város szélén fekvő ipari negyedbe. Szeptember 22-én az orosz tüzérség elpusztította a Bahmutka folyón átvezető fő hidat a városban, megnehezítve a Bahmut keleti városrészében harcoló ukrán katonák utánpótlását. Augusztusban és szeptemberben fokozatosan foglalták el a várostól keletre fekvő szántóföldeket és falvakat az orosz csapatok, különösen Zajcevében zajlottak kemény harcok. Október 25-én az ukrán 93. gépesített dandár ellentámadást hajtott végre az északkelet-bahmuti ipari negyedben és visszafoglalta az M 03-as és a N 32-es országutak csomópontját is.

### Orosz téli offenzíva (2022. november – 2023. január)

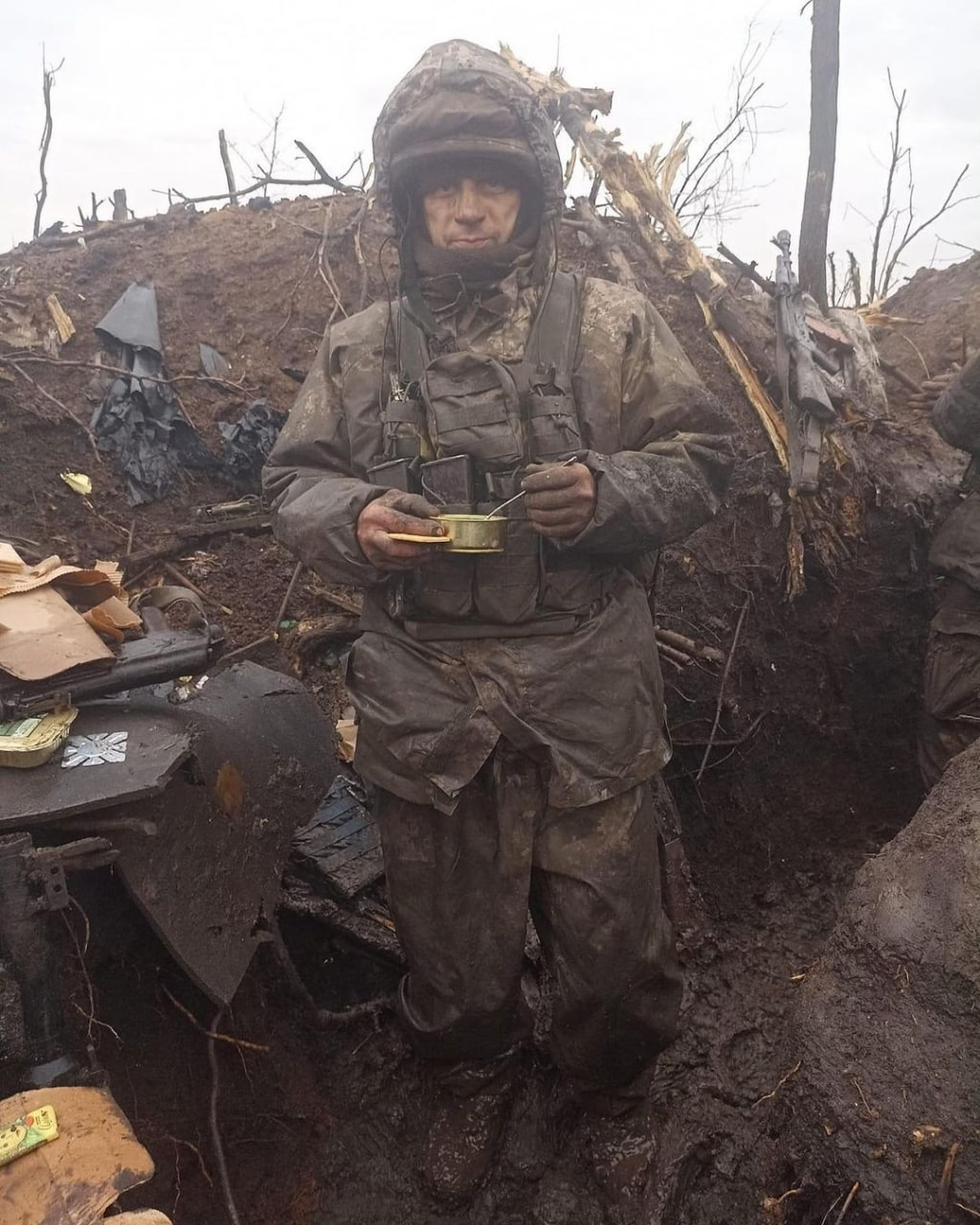
Ukrán katona Bahmutban, 2022. november 26.

Novemberben beköszöntött a raszputyica időszaka Ukrajnában, a saras időjárás megnehezítette a hadseregek mozgását. Egyik fél sem volt képes nagy területek elfoglalására, a támadók és a védők is beásták magukat és a lövészárok-hadviselés került előtérbe. Állandósultak a tüzérségi párbajok és a kisebb csoportokban végrehajtott gyalogos rohamok. November 11-én az oroszok visszavonultak Herszonból, így a támadások súlypontja Bahmutra helyeződött át. November 27-e és 29-e között a várostól délre az oroszok áttörték a Bahmutka-folyó mentén húzódó ukrán védvonalat. Elfoglalták Odragyivkát, Andrijivkát, Zelennopillját, Kurgyumivkát és egészen a Donyec–Donbasz-csatornáig nyomultak előre. Ezt követően a harcok központjában a Bahmuttal közvetlenül szomszédos falvak álltak, délen Opitne és Kliscsijivka, északon Pidhorodne, keleten pedig magának Bahmutnak a keleti negyedei. December 3-án egy grúziai önkéntesekből álló alakulatot bekerítettek az orosz erők, az egység parancsnoka megsebesült és öt grúz katona elesett, őket név szerint is azonosították a médiában. Grúzia elnöke, Szalome Zurabisvili részvétét fejezte ki az elesettek családtagjainak.

### Bezáruló ostromgyűrű (2023. január–április)
Különböző források alapján valamikor 2023. január 13-a (oroszok szerint) és 19-e között (ukránok szerint) a Bahmuttól 11 km-re északra fekvő Szoledar városánál összeomlott az ukrán védelem és a Wagner-csoport zsoldosai elfoglalták a települést. Ez megnyitotta az utat Bahmut harapófogóba zárása előtt északi irányból is. Az ukránok számára a várostól délre is romlott a helyzet, amikor január 20-án elesett Kliscsijivka. Bahmut keleti városrészeiben heves, házról házra zajló harcok kezdődtek, és ezzel párhuzamosan északon folytatódott a város bekerítése. Jens Stoltenberg NATO-főtitkár február 13-ai nyilatkozata szerint Oroszország az egész keleti fronton megkezdte átfogó téli offenzíváját. Február 13-án az oroszok északon elfoglalták Kraszna Horát és február 17-én Paraszkoviivkát is, megszerezve az ukrán utánpótlás szempontjából fontos M03-as autópályának a Bahmutba vezető szakaszát. Február 24-én az oroszok elfoglalták a várostól északra fekvő Berhivkát, 26-án pedig a Dubovo-Vaszilivka nevű falu és Bahmut Jahidne nevű északi kertvárosi negyede is az ellenőrzésük alá került. Ezen a ponton Ukrajna már csak egy mintegy 7 km hosszú és helyenként alig 3 km széles sávon át, kizárólag saras földutakon keresztül tudott utánpótlást vinni a csaknem teljesen körbezárt Bahmutba. Csak két, a várostól nyugatra fekvő falu, Ivanivszke és Hromove védelme akadályozta meg a teljes bekerítést. A kikerült videó felvételek alapján az orosz tüzérség egyre több és több ukrán járművet lőtt ki ezen a szűk szakaszon.
A romló helyzet hatására az ukránok március 8-án feladták a Bahmutka-folyó keleti partján fekvő városrészek védelmét és a nyugati parton elhelyezkedő városközpontba vonultak vissza. Március 20-án a Wagner-csoport bejelentette, hogy a város közigazgatási területének már 70%-a az ellenőrzésük alatt áll. A folyó mentén felállított ukrán védelmi vonalat az oroszok déli és északi irányból megkerülték és a település északi részén március 26-ára teljesen elfoglalták a stratégiai szempontból fontos AZOM színesfém-feldolgozó üzemet. Április 2-án a támadó csapatok elérték a városházát és kitűzték zászlajukat az összedőlt épület romjaira. Az ukránok fokozatosan kiszorultak a városközpontból és a Bahmutot észak-déli irányban kettészelő vasútvonalig vonultak vissza. Innentől kezdve a védők jellemző taktikájává vált, hogy mielőtt visszavonultak egy területről, aláaknáztak  magas és jól védhető épületeket és amikor megérkeztek az új pozícióba a Wagner-csoport zsoldosai, távolról felrobbantották a házat.
Az ostrom előrehaladtával egyre több, az ukrán hadvezetést is kritizáló hang jelent meg a nyugati médiában. Számos nyugati katonai elemző és a sajtónak nyilatkozó ukrán katona érvelt úgy, hogy érdemes lenne visszavonulni a Bahmuttól nyugatra fekvő dombokon fekvő, már előkészített védelmi vonalakig, feladva a város védelmét. Érvelésük szerint a  könnyebben védhető magaslatokon rövidebb vonalat kellett volna védeni és az utánpótlás is egyszerűbb lett volna, mint a három oldalról körbezárt Bahmutban. Azzal vádolták az ukrán vezérkart, hogy a döntéshozatalban a stratégiai megfontolásokat felülírja a város védelmének szimbolikus jelentősége és az ukrán lakosság és hadsereg moráljára gyakorolt hatása.

### A város eleste és ukrán ellentámadások a szárnyakon (2023. május)
A városon belül májusban is folytatódott a lassú orosz előrenyomulás, a Wagner katonái áttörték a vasútvonal mentén felálló védelmet. Az ukránok a Bahmut nyugati szélén álló jól védhető épületkomplexumba szorultak vissza, amely elsősorban szovjet építésű panelházakból áll.

## Veszteségek
A háború köde miatt nehéz megbecsülni az áldozatok számát és stratégiai okok miatt egyik fél sem közli az elszenvedett veszteségeit. Objektíven kijelenthető, hogy mindkét két fél súlyos veszteségeket szenvedett, a csatában elesettek és megsebesültek száma elérheti a több tízezret. A médiában gyakran mint a „bahmuti húsdarálót” emlegetik.

### Civilek
Az oroszok először május 17-én lőtték tüzérséggel a várost, öt civil, köztük egy 2 éves gyermek halálát okozva. Bahmut polgármester-helyettesének november 5-i közleménye szerint legalább 120 civil vesztette életét a városban. Az ENSZ Emberi Jogi Főbiztosa szerint december eleje és január 13-a között további 22 civil halt meg és 72 megsebesült. Január 31-én újabb két civil halt meg orosz tüzérségi támadásban, egyikük egy tizenéves fiú volt.

### Orosz oldal
Nyugati tisztviselők márciusi becslése szerint összesen 20-30 000 orosz katona sebesült meg, vagy vesztette életét Bahmutnál, többségükben a Wagner-csoporthoz köthető harcosok. Az ukrán hadsereg 2022 decemberi jelentése szerint a város körüli ütközetekben naponta 50-100 orosz halt meg. Elemzések szerint a Wagner által besorozott elítéltek körében különösen magas lehetett a halálozási arány. Ukrán tisztségviselők szerint a Wagner-csoport 50 000 katonájából 30 000 meghalt, megsebesült, vagy dezertált.

### Ukrán oldal
Szergej Sojgu orosz védelmi miniszter szerint 2023 februárjában Ukrajna országos szinten 11 000 embert vesztett, legtöbbet közülük Bahmutnál. Az orosz oldalon harcoló Donyecki Népköztársaság egyik elnöki tanácsadójának áprilisi kijelentése szerint az ukránok közül 15-20 ezren haltak meg a bahmuti csatában. 2023 márciusában a CNN NATO tisztségviselők hírszerzési információira hivatkozva azt írta, hogy az oroszok 5:1 arányban több embert veszítenek mint Ukrajna. Szintén márciusban a The Guardian napi 100-200 sebesültre és halottra becsülte az ukránok veszteségeit Bahmutnál.

### Háborús bűnök
2023 március 6-án kikerült az internetre egy videó, amelyen az látható, hogy orosz katonák kivégeznek egy ukrán hadifoglyot Bahmutnál. Az Olekszandr Ihorovics Macijevszkijként azonosított meggyilkolt ukrán katona utolsó szavai is hallhatóak a felvételen: Слава Україні (Dicsőség Ukrajnának).

## Civilek evakuálása

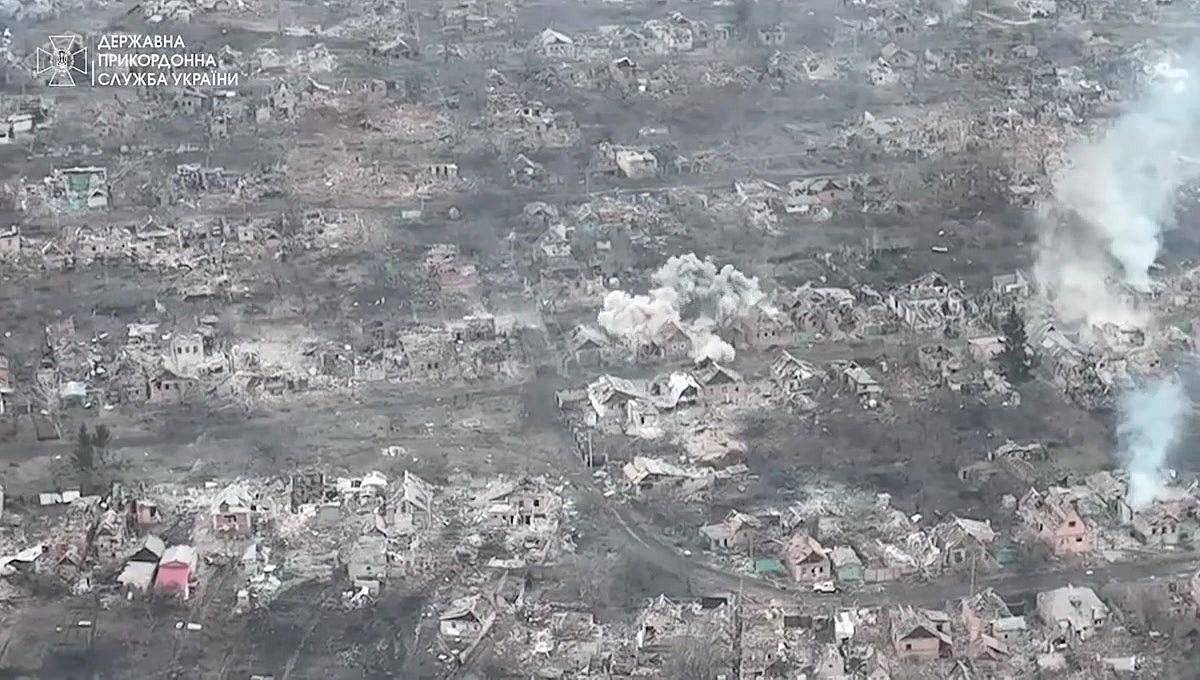
Bahmuti lakónegyed romjai 2023 márciusában

Az elhúzódó csata során a település épületállománya az állandó tüzérségi támadások következtében súlyos károkat szenvedett, Zelenszkij egy nyilatkozatában egy újabb olyan elpusztított donbaszi városnak nevezte Bahmutot, ahol „a megszállók csak kiégett romokat hagytak hátra”. Az ukrán állam erőfeszítéseket tett a teljes népesség evakuálására, ebben a folyamatban külföldi önkéntesek is aktívan részt vettek. A háború előtti lakosságból kevesebb, mint 4000 civil maradt március 7-én a városban, ők elsősorban pincékben húzták meg magukat. Ukrán katonák beszámolói szerint akik maradtak, többségükben oroszpártiak voltak és a város elestében reménykedtek.

## Harctéri körülmények

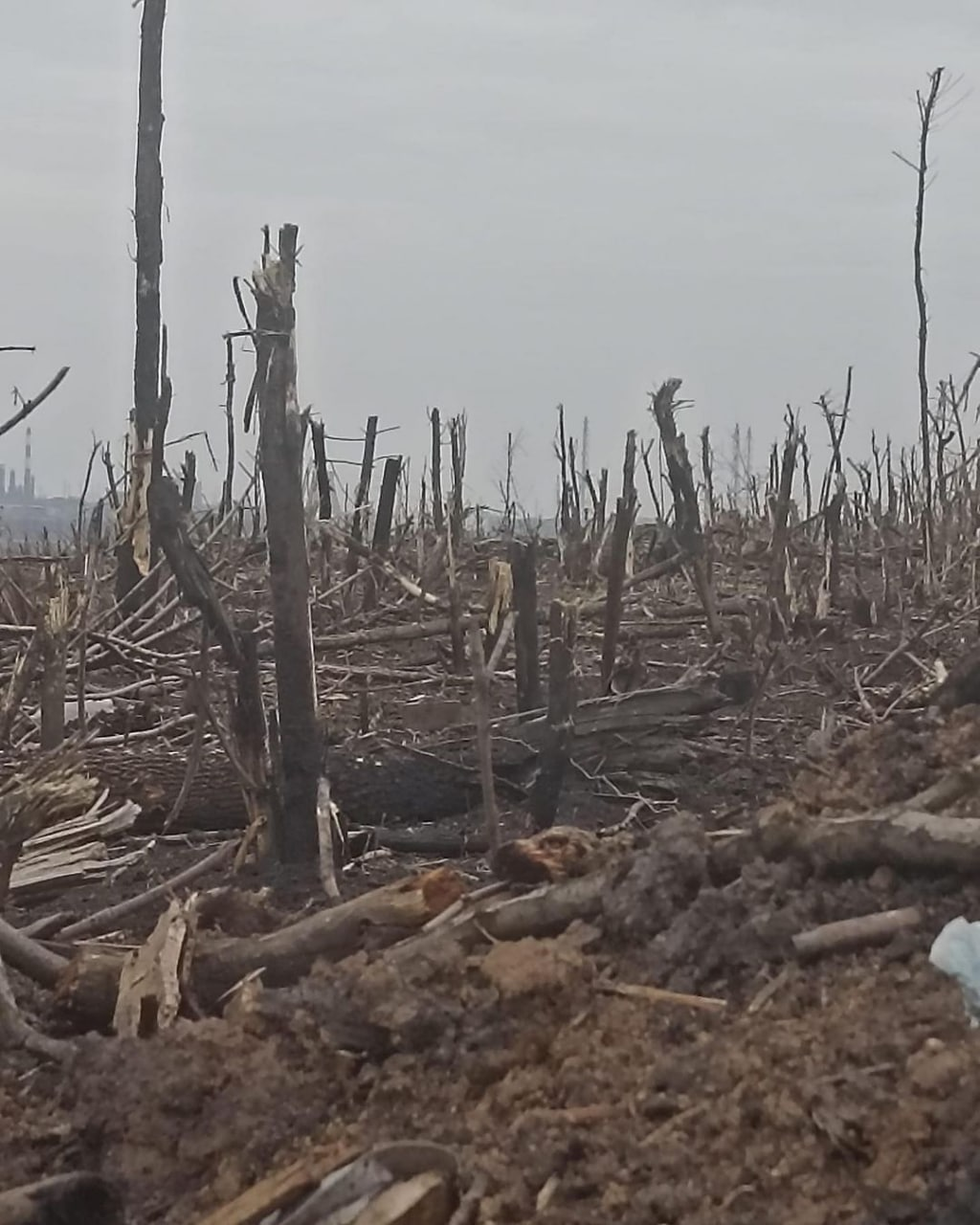
Senki földje a bahmuti csatamezőn, 2022. november 26.

A harctéri környezetet 2022 ősze óta a mindent elborító sár, bombakráterek és a teljesen elpusztult természeti és épített környezet jellemzi. Mindkét oldal folyamatosan komoly utánpótlási problémákkal küzdött. Az állóháborúban alig játszanak szerepet a páncélosok, a tüzérségi támadások és a gyalogsági rohamok egymás lövészárkai ellen extrém magas veszteségekhez vezettek. Szerhij Cserevati, az ukrán hadsereg keleti parancsnokságának szóvivője az egész háború ,,legvéresebb, legkegyetlenebb és legbrutálisabb" összecsapásának nevezte a bahmuti szektorban zajló csatát december 3-án. Az ukrán oldalon Bahmutnál harcoló amerikai Mozart-csoport parancsnoka, Andrew Milburn az első világháború passchendaele-i csatájához hasonlította a város környékén dúló harcokat, Bahmut esetében pedig a II. világháborúban lebombázott Drezdával vont párhuzamot.

## Részt vevő egységek

### Orosz oldal
A bahmuti csatában a legfontosabb erőt orosz oldalon a Wagner-csoport jelenti, a Jevgenyij Prigozsin által vezetett szervezet részben zsoldosokból áll, részben pedig olyan, börtönökben toborzott orosz elítéltekből, akiknek 6 hónapi frontszolgálat után kegyelmet ígértek. A közvetlenül a város ellen vezetett támadásokat általában a Wagner vezeti, a várostól északra és délre pedig a reguláris haderő egységei biztosítják a szárnyakat. Egy lengyel agytröszt, a Rochan Consulting elemzése szerint az orosz taktika a kisebb gyalogsági egységekkel hullámokban történő előrenyomulás, elsőként az elítéltek támadnak, majd besorozott orosz katonák, végül pedig a hivatásos zsoldosok rohamozzák meg az ukránok állásait, méterről méterre foglalva el a várost.
A bahmuti csata kapcsán konfliktus alakult ki Prigozsin és az orosz hadvezetés között, a milliárdos a város körül elért haladást kizárólag a Wagner érdemének tekinti és azzal vádolta a védelmi minisztériumot, hogy szándékosan szabotálja a katonai magáncég lőszerellátását. Hogy nyomatékosítsa kijelentését, a közösségi médiában közzétett egy képet, amin egy nagy csoport orosz zsoldos hóban fekvő holttestei látszanak, azzal felirattal, hogy ezek a katonák mind február 21-én haltak meg a lőszerhiány miatt.

### Ukrán oldal
A Forbes forrásai szerint a csata kezdeti szakaszában októberben két egység védte a frontot Bahmutnál: 93. önálló gépesített dandár a város északi részét védte, az 58. önálló gépesített dandár pedig a település déli felén harcolt. A csata előrehaladtával egyes csoportokat kivontak Bahmutból és számos új egységet vezényeltek a térségbe, amelyek sokszor nagy mértékben eltértek egymástól kiképzés és fegyverzet terén. Bahmutban meginterjúvolt ukrán katonák szerint sok esetben az tette lehetővé az orosz előrenyomulást a városban, hogy rossz volt a koordináció a védekező egységek között és nem kaptak megfelelő tüzérségi és nehézfegyverzeti támogatást.